# کوپلی
کوپلی (به لاتین: Kopli) یکی از زیربخش‌های تالین در کشور استونی است.

## نگارخانه

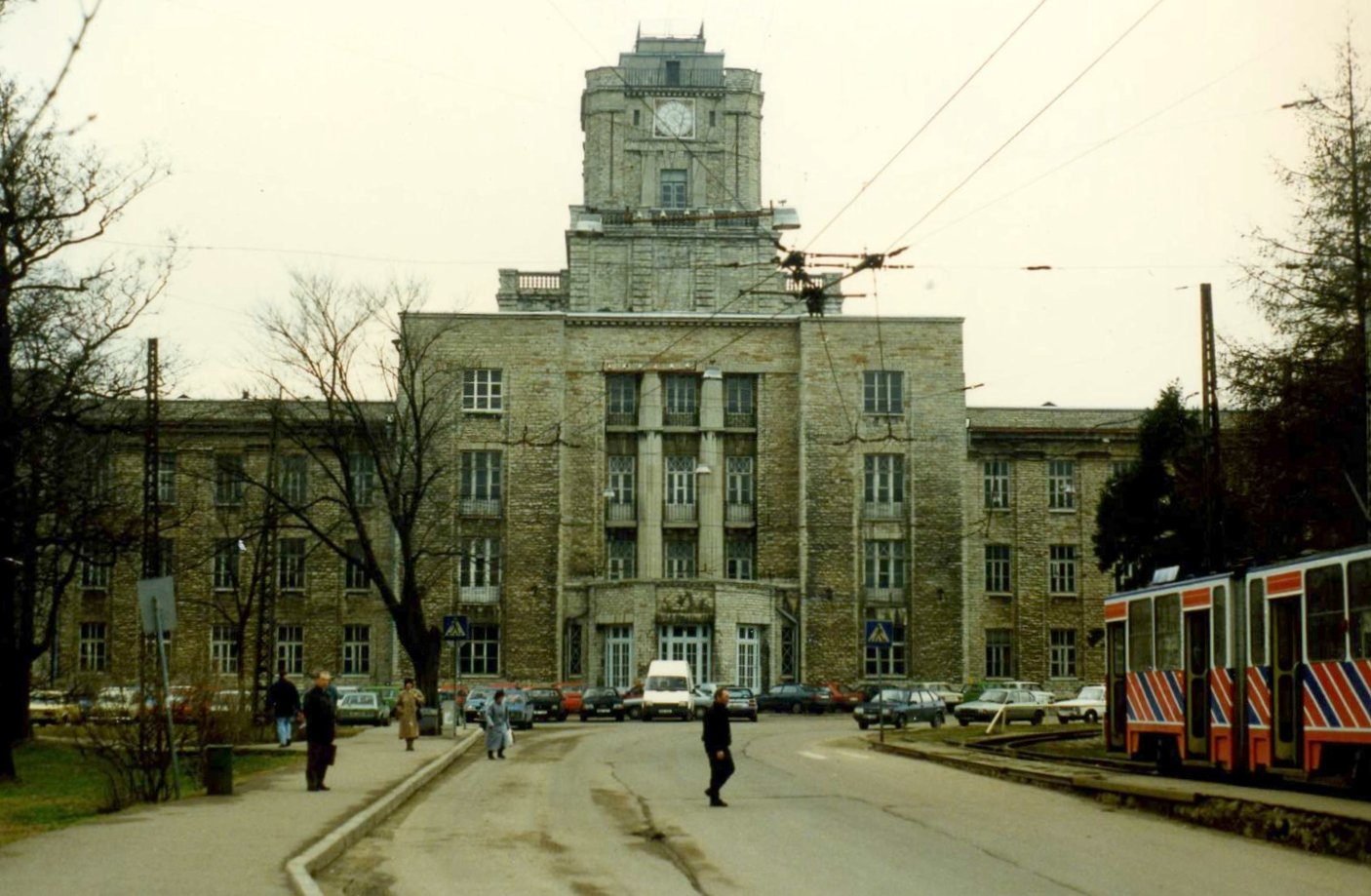
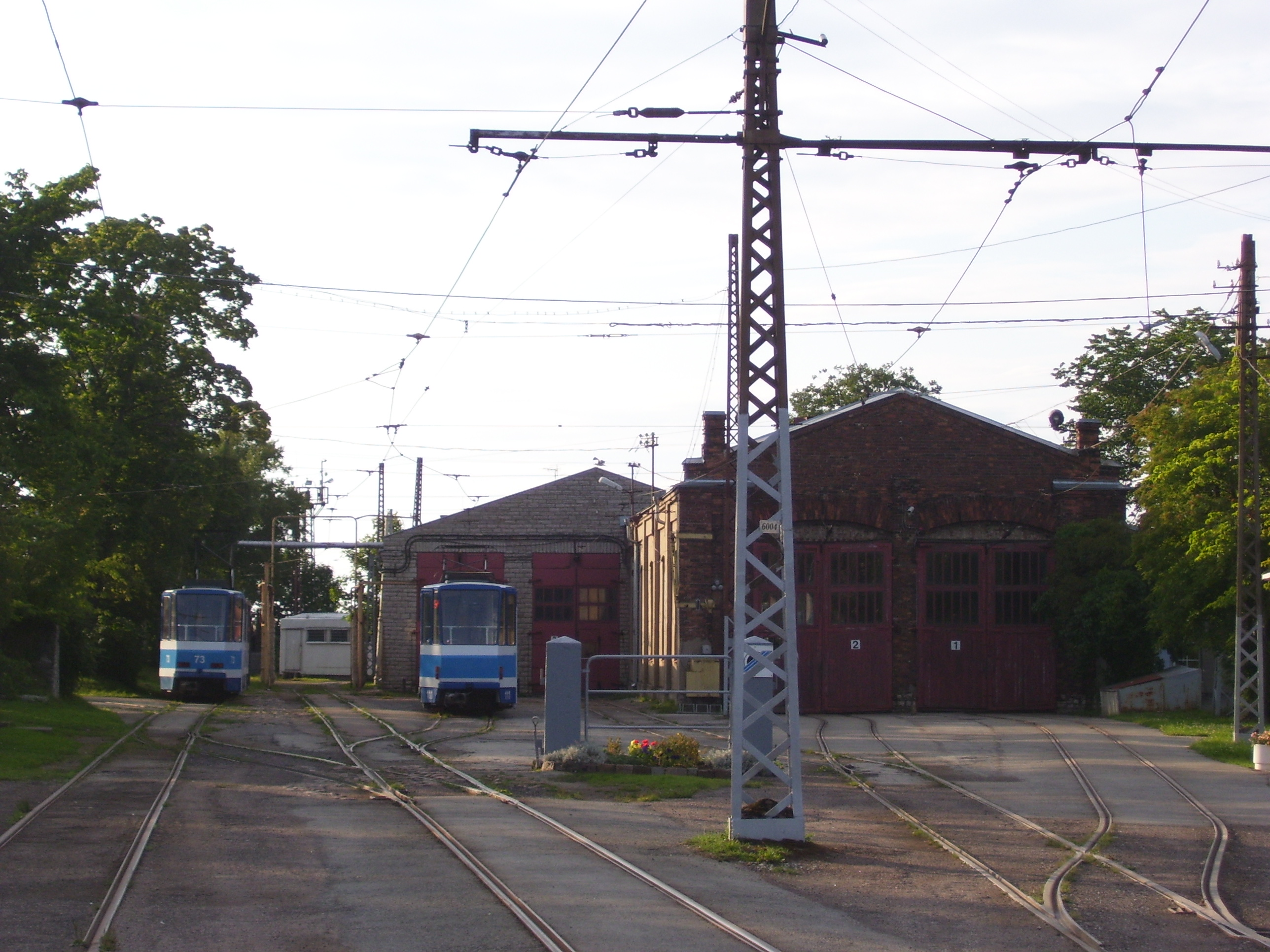
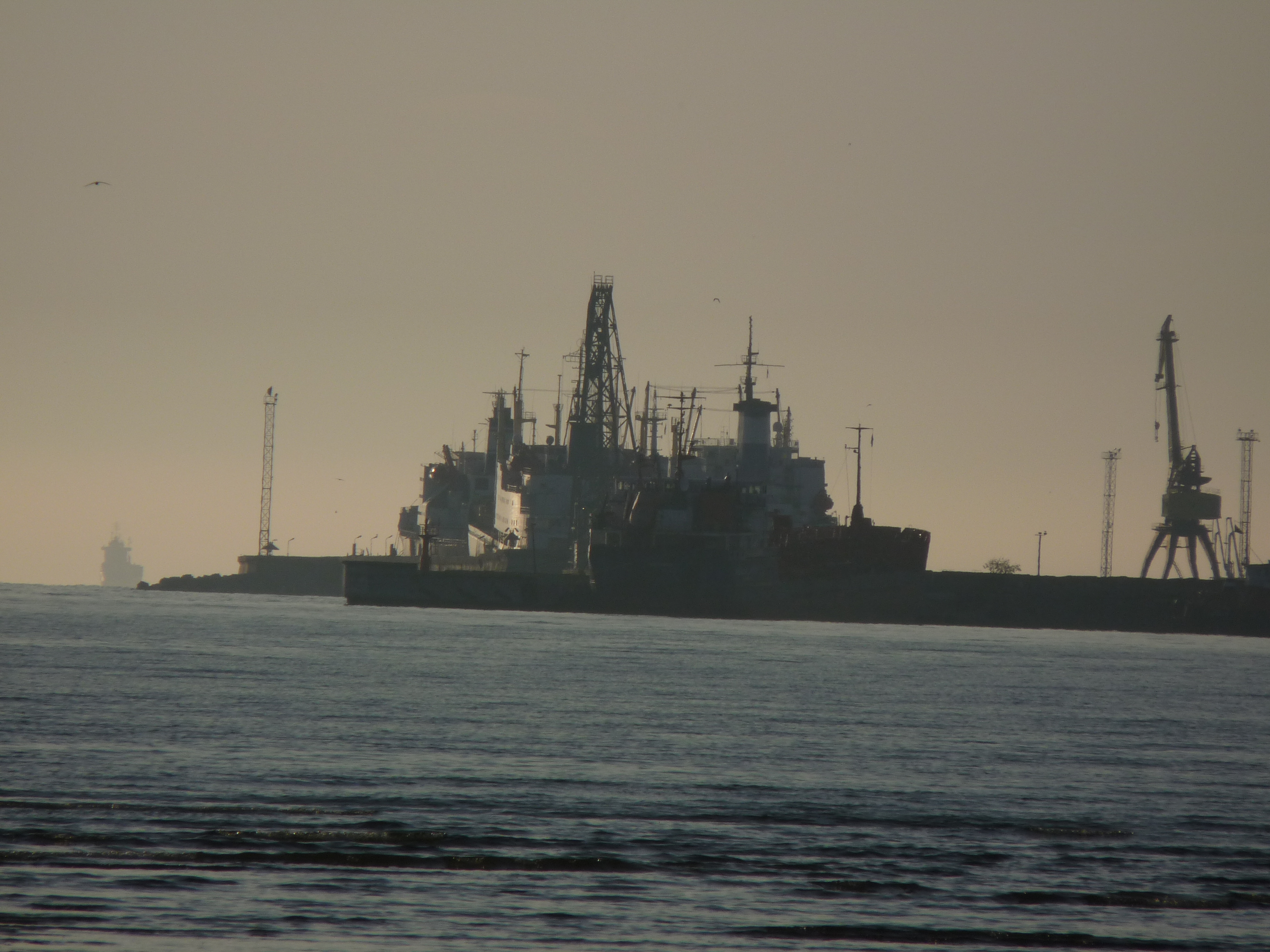

## خصوصیات
کوپلی ۷٬۲۴۰ نفر جمعیت دارد.